# Elección presidencial de Chile de 1829
La elección presidencial de Chile de 1829 se llevó a cabo en junio de 1829, por medio del sistema de electores.
La recién aprobada constitución de 1828 designaba que el presidente debía ser elegido por electores. Debían elegirse 216 electores, tres por cada congresista, que votaban por dos nombres, y sería presidente el que obtuviese la primera mayoría y vicepresidente el que obtuviese la segunda, a condición de que esas mayorías fuesen absolutas, es decir, de uno o más sobre la mitad de los electores.
Las votaciones se realizaron el 5 de junio en seis de las provincias, con la excepción de las provincias de Coquimbo (11 de junio) y el Maule (28 de junio), y las respectivas actas de escrutinio fueron enviadas a Santiago, procediéndose al recuento de votos sobre la base de dichos documentos en las cámaras reunidas del Congreso Nacional el 16 de septiembre de 1829. Luego de un día, el 17 de septiembre, fue proclamado inmediatamente Francisco Antonio Pinto como presidente de la República, por haber reunido mayoría absoluta de votos, y tras una deliberación a Joaquín Vicuña Larraín como vicepresidente. Aunque la constitución de 1828 no era perfectamente explícita a este respecto, y podría estimarse que la votación del congreso debía restringirse a las dos mayorías inmediatas, es decir, entre Francisco Ruiz-Tagle y Joaquín Prieto, también existían precedentes para ampliar el número de candidatos elegibles, que fue lo que finalmente ocurrió.
Si bien se aceptó a Pinto como presidente, la posterior renuncia de este y su reemplazo por el vicepresidente, forzó a que el Congreso fuera obligado a elegir a Joaquín Vicuña Larraín, lo que sería la causa o pretexto de la guerra civil.

## Resultados

### Nacional
| Candidato                           | Candidato                           | Candidato                                 | Agrupación política                 | Votos |
| ----------------------------------- | ----------------------------------- | ----------------------------------------- | ----------------------------------- | ----- |
|                                     |                                     | Francisco Antonio Pinto Díaz de la Puente | Pipiolo                             | 122   |
|                                     |                                     | Francisco Ruiz-Tagle Portales             | Pelucón                             | 98    |
|                                     |                                     | Joaquín Prieto Vial                       | Pelucón                             | 61    |
|                                     |                                     | José Joaquín Vicuña Larraín               | Pipiolo                             | 48    |
|                                     |                                     | José Gregorio Argomedo Montero del Águila | Pelucón                             | 33    |
|                                     |                                     | Juan de Dios Rivera Freire de Andrade     | Pipiolo                             | 11    |
|                                     |                                     | José Miguel Infante de Rojas              | Federalista                         | 8     |
|                                     |                                     | José María Benavente Bustamante           | Pipiolo                             | 7     |
|                                     |                                     | Bernardo del Solar Marín                  | Pipiolo                             | 6     |
|                                     |                                     | Otros candidatos                          | Otros candidatos                    | 16    |
| Total de votos electorales válidos  | Total de votos electorales válidos  | Total de votos electorales válidos        | Total de votos electorales válidos  | 410   |
| Votos nulos, blancos o abstenciones | Votos nulos, blancos o abstenciones | Votos nulos, blancos o abstenciones       | Votos nulos, blancos o abstenciones | 22    |
| Total de votos electorales          | Total de votos electorales          | Total de votos electorales                | Total de votos electorales          | 432   |
| Total de electores                  | Total de electores                  | Total de electores                        | Total de electores                  | 216   |

### Por provincia
|                                    | Francisco Antonio Pinto            | 17 | 13 | 29 | 31 | 3  | 5  | 10 | 14 |
|                                    | Francisco Ruiz-Tagle               | 3  | 19 | 7  | —  | 24 | 27 | 4  | 14 |
|                                    | Joaquín Prieto                     | —  | 1  | 2  | 1  | 27 | 30 | —  | —  |
|                                    | José Joaquín Vicuña                | 22 | 21 | 5  | —  | —  | —  | —  | —  |
|                                    | José Gregorio Argomedo             | —  | —  | 4  | 29 | —  | —  | —  | —  |
|                                    | Juan de Dios Rivera                | —  | —  | 11 | —  | —  | —  | —  | —  |
|                                    | José Miguel Infante                | —  | —  | —  | —  | —  | —  | 8  | —  |
|                                    | José María Benavente               | 4  | —  | 3  | —  | —  | —  | —  | —  |
|                                    | Bernardo del Solar Marín           | —  | —  | 6  | —  | —  | —  | —  | —  |
| Otros candidatos                   | Otros candidatos                   | —  | —  | 15 | 1  | —  | —  | —  | —  |
| Total de votos electorales válidos | Total de votos electorales válidos | 46 | 54 | 82 | 62 | 54 | 62 | 22 | 28 |
| Total de electores                 | Total de electores                 | 23 | 27 | 41 | 31 | 27 | 31 | 11 | 14 |
| Fuente: Urzúa Valenzuela, 1992.    |                                    |    |    |    |    |    |    |    |    |